# Cessna 180
Cessna 180 je družina 4 ali 6-sedežnih enomotornih športnih letal, ki so bili v proizvodnji od leta 1953 do 1981. Letala imajo pristajalno podvozje z repnim kolesom, precej podobna Cessna 182 uporablja za razliko izvedbo tricikel. 
Cessna je predstavil model 180 kot težja in močnejša verzija Cessne 170. Prototip Cessne 180 je prvič poletel 26. maja 1952.
Geraldine "Jerrie" Mock je s tem letalom postala prva ženska pilotka, ki je obletela svet. 

## Specifikacije (1978 Cessna 180 II landplane)
Podatki iz Cessna Aircraft Company: 1978 Cessna Skywagons 180 & 185, page 10. Cessna Aircraft, Wichita, Kansas 1978. SPA 78009-15</ref>